# Euclides Figueiredo
Euclides de Oliveira Figueiredo (Rio de Janeiro, 12 de novembro de 1883 — Campinas, 20 de dezembro de 1963) foi um general do Exército, comandante na Revolução Constitucionalista de 1932 e político brasileiro, tendo exercido o mandato de deputado federal pelo Rio de Janeiro. Um de seus filhos, o general João Baptista de Oliveira Figueiredo, foi o 30º Presidente do Brasil.

## Biografia
Euclides de Oliveira Figueiredo  nasceu na cidade do Rio de Janeiro, então capital do Império, em 12 de novembro de 1883, filho mais novo de João Batista de Oliveira Figueiredo e de Leopoldina de Oliveira Figueiredo. Seu pai foi funcionário do Tesouro Nacional do Império e participou da Guerra do Paraguai, ocasião em que contribuiu na organização do primeiro serviço de intendência do Exército Imperial.
Em 1889, com o falecimento do seu pai, Euclides e seus irmãos ficaram sob a tutela da irmã, Emerenciana.
Em 1892, ingressou no Colégio Militar do Rio de Janeiro.
Em 1901, matriculou-se na então Escola Militar do Brazil, no Rio de Janeiro, futuramente denominada Escola Militar da Praia Vermelha. Naquela Escola se destacou nos estudos e no atletismo, tirou notas acima da média e participou do primeiro grupo de competidores na travessia da Baía da Guanabara, a nado, tendo participado também da escalada do Pão de Açúcar para, no seu topo, fincar a bandeira nacional quando da chegada de Santos Dumont ao Rio de Janeiro, para a celebração no sucesso na França dos balões dirigíveis do aviador brasileiro. Em 1904 foi diplomado, na arma da cavalaria, e passou a condição de alferes.
Em 14 de novembro de 1904, tomou parte na Revolta da Vacina, junto de seus colegas de Escola Militar, num levante contra a vacina obrigatória, recém-decretada pelo Presidente da República Rodrigues Alves. A medida violava direitos fundamentais dos cidadãos, como a inviolabilidade do domicílio. Apesar de inicialmente conseguirem debelar as tropas governistas, os revoltosos militares decidiram suspender as hostilidades e se entregaram às autoridades. Sufocado o movimento, a escola foi temporariamente fechada e Euclydes preso. Porém, no ano seguinte foi anistiado e reincorporado ao Exército.
Em 1907, foi promovido a 2º tenente e classificado no 9º Regimento de Cavalaria.
Em 1908, serviu como ajudante de ordens no 4º Distrito Militar.
No ano seguinte, realizou o curso especial de Estado-Maior na Escola de Artilharia e Engenharia do Realengo, no Rio de Janeiro. Em 1910, obteve o seu bacharelado em ciências físicas e matemáticas naquela instituição.
Em 1911, iniciou estágio de dois anos em um Regimento de Cavalaria do Exército Alemão, em Ohlau, na Prússia Oriental, região atualmente incorporada à Polônia. A turma de jovens oficiais estagiários no Exército Alemão, antes da 1ª Guerra Mundial, era assim constituída: Infantaria – capitão Luiz Furtado do Nascimento, capitão José Carlos Vital, 1º tenente José Antonio Coelho Ramalho, 1º tenente Luiz Gonzaga dos Santos Sarahiba, 1º tenente Arminio Borba Moura, 1º tenente José Bento Tomaz Gonçalves, 1º tenente Amaro de Azambuja Vila Nova, 1º tenente Julião Freire Esteves, 2º tenente Joaquim de Souza Reis e 2º tenente Estevão Leitão de Carvalho; Cavalaria – capitão Arnaldo Brandão, 1º tenente Estelita Augusto Werner, 1º tenente Jeronimo Furtado do Nascimento, 1º tenente José Maria Franco Ferreira, 1º tenente Leopoldo Itacoatiara de Senna, 1º tenente Augusto de Lima Mendes, 2º tenente Euclydes de Oliveira Figueiredo e 2º tenente Evaristo Marques da Silva; Artilharia – capitão Emilio Rosamo de Alemida, capitão Francisco Jorge Pinheiro, 1º tenente Cezar Augusto Parga Rodrigues, 1º tenente Olinto de Mesquita Vasconcelos, 1º tenente Epaminondas de Lima e Silva, 1º tenente Eduardo Cavalcanti de Albuquerque e Sá, 1º tenente Bertoldo Klinger, 1º tenente Manoel Bougard de Castro e Silva e 1º tenente Alexandre Galvão Bueno; Engenharia – 1º tenente Ulhoa Cintra.
Essa turma de oficiais transformou ao regressar da Alemanha a mentalidade filosófica reinante no Exército Brasileiro de 1889. A mística do devotamento profissional aflorou nesses jovens oficiais, refletindo nos regulamentos militares, surgindo conceitos como os seguintes: “O exemplo dos chefes é o maior incentivo para a tropa”, “Dentro da Lei, obedecer é tão nobre como comandar”. Naquela oportunidade o Exército foi reorganizado e apetrechado com armamento alemão, como das fabricantes Mauser Eherardt e Krupp.
Em abril de 1912, foi promovido a 1º tenente, por estudos.
Em 1913, Euclides Figueiredo e a maior parte dos oficiais que estagiaram no Exército Alemão fundaram a célebre revista “A Defesa Nacional”, entre os principais mentores do periódico, estavam Bertoldo Klinger, Brasílio Taborda, Estevão Leitão de Carvalho, Genserico de Vasconcelos, Augusto de Lima Mendes, entre outros oficiais do Exército. A publicação obteve boa repercussão entre militares e políticos, ao defender ideias e doutrinas inovadoras no âmbito das Forças Armadas, em grande parte influenciados pela doutrina militar alemã, cujas Forças Armadas na ocasião estavam entre as mais modernas do mundo e na vanguarda na ciência militar. Por conta da influência alemã, os oficiais que lideravam a revista foram chamados pejorativamente por seus adversários por “jovens turcos”, em alusão aos militares turcos que também, depois de estagiarem na Alemanha, introduziram reformas políticas e militares no seu país.
Ainda em 1913, participou da repressão à Revolta do Contestado, ocorrida entre 1912 e 1915, na região fronteiriça entre os Estados do Paraná e Santa Catarina. A revolta foi esmagada por uma intervenção de contingentes militares. Nessa campanha o 1º tenente foi condecorado com a Medalha do Mérito Militar por ter salvado a vida de um soldado.
Nos anos seguintes desempenhou diversas funções administrativas e de Estado-Maior, entre as quais, a de auxiliar técnico da Diretoria de Administração do Exército; a de adjunto do Estado-Maior da 4ª Região Militar, em Juiz de Fora; a de adjunto do Estado-Maior do Exército; e a de instrutor na Escola Militar do Realengo, no Rio de Janeiro.
Em março de 1919, foi promovido a capitão.
Em 5 de julho de 1922, comandava um esquadrão de cavalaria da Escola Militar do Realengo, no Rio de Janeiro, então capital federal, quando foi deflagrada uma revolta de tenentes e graduados no Forte de Copacabana e na Escola Militar do Realengo, que também gerou repercussões em outras guarnições pelo país. O capitão Figueiredo comandou um grupo que pacificamente controlou a revolta.
Em setembro de 1922, foi promovido a major e, na sequência, nomeado oficial-de-gabinete do Ministro da Guerra, o general Fernando Setembrino de Carvalho, no Governo do Presidente da República Artur Bernardes. Exerceu o posto sob a chefia do tenente-coronel Oscar Saturnino de Paiva, que viria a ser seu colega na Revolução de 1932, em São Paulo. Naquele posto foi também colega do coronel Palimércio de Rezende, que viria a ser o seu Chefe de Estado-Maior no conflito de 1932. Em 1923, no exercício dessa função, representou o Ministro da Guerra por ocasião do Pacto de Pedras Altas, após uma série de negociações de paz entre republicanos e libertadores no Rio Grande do Sul, o que resultou no fim de um grande conflito civil naquele Estado. Nesse cargo também atuou como oficial de ligação entre o Estado-Maior do Exército e a Missão Militar Francesa no Brasil.

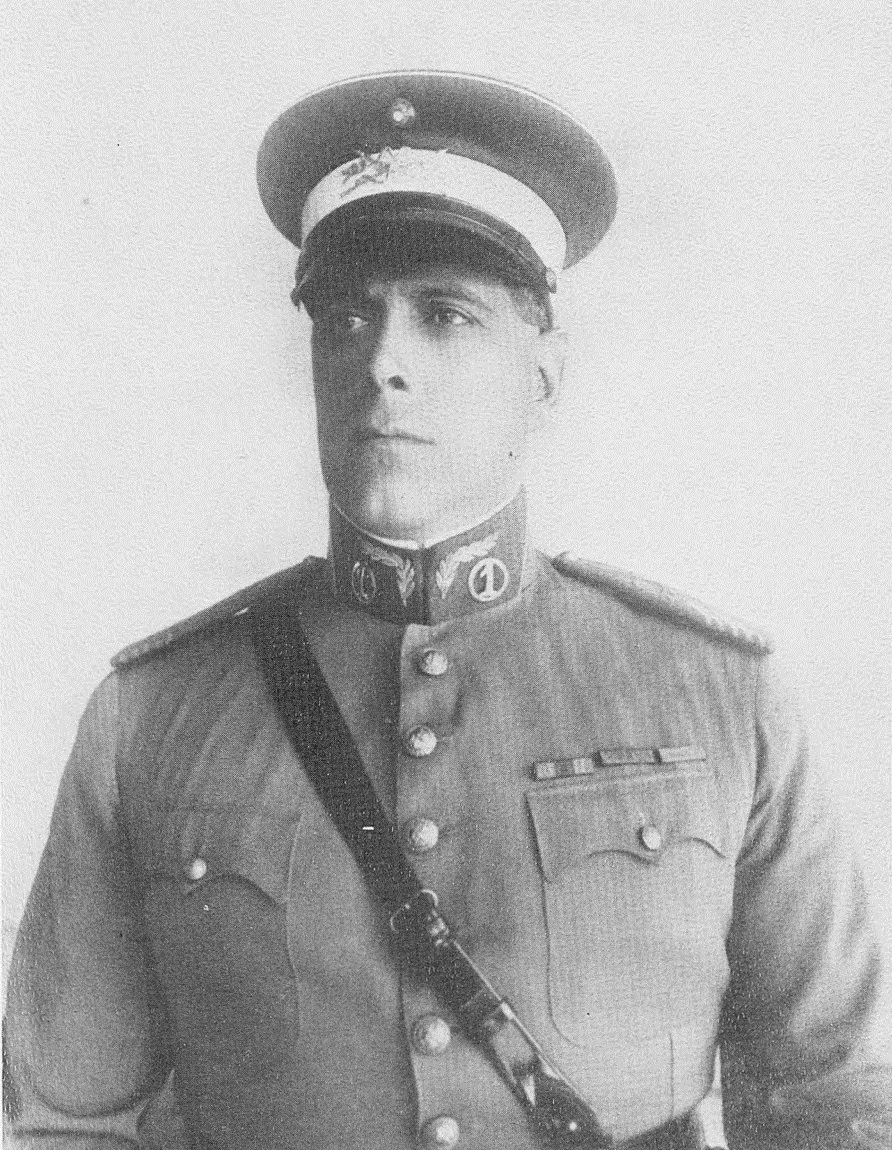
Euclides Figueiredo, então tenente-coronel comandante do 1º Regimento de Cavalaria Divisionário, "Dragões da Independência" por volta de 1926.

Em novembro de 1924, foi promovido a tenente-coronel, permanecendo lotado no gabinete do Ministro da Guerra até junho de 1926, quando então foi transferido para o comando do 1º Regimento de Cavalaria Divisionária, no Rio de Janeiro, posto que ocupou até o ano seguinte.
Em junho de 1927, ascendeu ao posto de coronel.
Após as eleições presidenciais de março de 1930, que elegeu Júlio Prestes, o candidato derrotado nas urnas Getúlio Vargas e os seus apoiadores, encabeçados pela Aliança Liberal e a facção “tenentista” do Exército, intensificaram as conspirações para um golpe de estado no país, sob a forma de um movimento armado de âmbito nacional. Com a recusa do capitão Luís Carlos Prestes para chefiar militarmente a rebelião, o coronel João Neves da Fontoura sugeriu o nome do coronel Euclydes Figueiredo, então comandante da 2ª Divisão de Cavalaria de Alegrete/RS. Porém, apesar dos reiterados apelos dos líderes conspiradores (notadamente, Antônio Augusto Borges de Medeiros e Oswaldo Aranha), o coronel Figueiredo reafirmou sua fidelidade ao governo e oposição a qualquer golpe de estado. A escolha final para o comando militar do levante então recaiu sobre o tenente-coronel Pedro Aurélio de Góis Monteiro. Deflagrada a revolução, em 3 de outubro de 1930, o coronel Euclydes foi preso pelos revoltosos na cidade de Santana do Livramento, onde realizava inspeção militar. Na ocasião, resistiu à prisão e entrou em luta corporal contra os rebeldes.
Com o fim do período de lutas após deposição do Presidente da República Washington Luís pela Junta Governativa Militar, no dia 24 de outubro de 1930, a Presidência da República foi então entregue a Getúlio Vargas, em 3 de novembro. Para o coronel Euclydes Figueiredo, a vitória Revolução de 30 foi “um tormentoso acontecimento na vida nacional…, simplesmente um verdadeiro desastre, uma catástrofe, incentivando os aventureiros audaciosos e decepcionando todos que para ela colaboraram com sadias intenções patrióticas”. Considerou ilegítimo e indigno de respeito o novo Governo Provisório.
De volta ao Rio de Janeiro, o coronel se recolheu a sua residência, decidido a não servir ou colaborar com a ditadura, não se apresentou ao quartel-general do Exército, correndo o risco de incorrer no crime de deserção. Porém, graças à intervenção de amigos, sua apresentação regular foi dispensada pelo general Constâncio Deschamps Cavalcanti, chefe do Departamento do Pessoal da Guerra.
Em 1931, ainda sem função definida, o coronel solicitou reforma do serviço ativo, indeferida pelo ministro da Guerra, general José Fernandes Leite de Castro, que alegou necessitar dos seus serviços para o programa de restabelecimento da disciplina do Exército, violada pelos “tenentes” do Clube 3 de Outubro. Ainda naquele ano, recebeu a visita do seu irmão Leopoldo, então comerciante residente em Santos e ligado ao Partido Democrático, que lhe expôs a situação do Estado de São Paulo e o colocou em ligação com os líderes paulistas da conspiração contra a ditadura de Getúlio Vargas. A partir de então, passou a articular a conspiração na classe militar, sob a reivindicação da devolução da autonomia dos estados e da reconstitucionalização do país.
Em fevereiro de 1932, depois da criação da Frente Única Paulista (FUP) e Frente Única Gaúcha (FUG), que unificaram partidos de oposição sob uma causa comum, o coronel começou a planejar efetivamente um levante armado, realizando diversas viagens para São Paulo e Minas Gerais com intensos contatos com políticos e militares desses estados. Conseguiu os apoios do ex-presidente Artur Bernardes e de seus correligionários Mário Brant, Djalma Pinheiro de Chagas, Teodomiro Santiago, entre outros. No Rio de Janeiro conseguiu a adesão do general João Gomes Ribeiro Filho e deixou o trabalho de aliciamento no meio militar a cargo do coronel Brasílio Taborda, do coronel Lima e Silva, do capitão Nestor Penha Brasil e do capitão Joaquim Justino Alves Bastos, que serviam no Estado-Maior do Exército.
O movimento contra o Governo Provisório cresceu depois da renúncia coletiva dos gaúchos João Batista Luzardo (chefe de polícia do Distrito Federal), Maurício Cardoso (ministro da Justiça), Lindolfo Collor (ministro do Trabalho) e João Neves da Fontoura (advogado do Banco do Brasil), ocorrida em 3 de março de 1932, em protesto contra a impunidade dos “tenentes” vinculados ao Clube 3 de Outubro, responsáveis pelo empastelamento do jornal Diário Carioca, um periódico que defendia no Rio a reconstitucionalização do país, uma causa rechaçada por aquela grupo militar. Esse ato fortaleceu a Frente Única Gaúcha (FUG), liderada por Borges de Medeiros e Raul Pilla.
A revolta em São Paulo então recrudesceu, cujo ápice foi as manifestações populares entre os dias 22 e 23 de maio de 1932, reivindicando reconstitucionalização do país e também em protesto contra presença do Ministro da Fazenda, Osvaldo Aranha, que naquele período foi à cidade com a missão de dissolver o novo secretariado do governo paulista, composto pela Frente Única Paulista (FUP). Dias antes, o interventor Pedro de Toledo havia confirmado a intenção de realizar reformas no secretariado do governo paulista, à revelia e em afronta à ditadura, de modo a colocar em prática a autonomia estadual reivindicada pela população até então. O plano das reformas ainda contemplavam outros órgãos e instituições do estado, como a Força Pública, com a indicação do tenente-coronel Júlio Marcondes Salgado, que substituiria o líder tenentista Miguel Costa. Com isso houve indignação generalizada entre os “tenentes” e militares ligados ao Club 3 de outubro, como o coronel Manuel Rabelo, que exigiram medidas do ditador Getúlio Vargas, até mesmo a deposição do governo paulista. O ditador então enviou o Ministro Oswaldo Aranha a São Paulo para tomar providências. Isso levou ao acirramento dos ânimos, pois tanto as autoridades quanto a população rechaçaram qualquer interferência. As expressivas manifestações populares de maio de 1932 então sustaram temporariamente as tentativas de deposição ou interferências no Governo do Estado de São Paulo e o Ministro retornou a capital federal sem cumprir sua missão.
Contudo, Vargas nomeou o coronel Manuel Rabelo para o comando da 2ª Região Militar, partindo imediatamente para São Paulo, acompanhado de um grupo de oficiais de confiança e com instruções de levar a efeito diversas medidas previstas em um “plano estratégico” preparado pelo general Pedro Aurélio de Góis Monteiro, seu antecessor no comando da região. Com a finalidade de manter a ordem, impedir levantes e assegurar o controle militar do estado para o governo federal, o plano previa a transferência das sedes de várias unidades, a mudança do quartel-general para a Chácara do Carvalho, afastada da capital, e a unificação do comando da polícia e do Exército, concentrando-se grande parte da tropa na capital, pronta para entrar em ação a qualquer momento. Em telefonema a Osvaldo Cordeiro de Farias, chefe de polícia de São Paulo até o dia 24 de maio, e João Alberto Lins de Barros, que se encontrava no Rio de Janeiro, afirmou que Rabelo levava instruções para “ocupar militarmente” São Paulo. A caminho de São Paulo, o coronel Rabelo principiou a executar o plano: consultou chefes de diversas guarnições do interior, sondando sua disposição e transferindo alguns para São Paulo. Ao chegar à capital, reuniu-se com os comandantes militares, examinando a situação da cidade e discutindo a repressão aos distúrbios de rua. Em seguida, rumou para a sede do governo estadual, afirmando ao interventor Pedro de Toledo que pretendia prestigiá-lo, “enquanto se mantivesse dentro da lei”, o que foi entendido como ameaça velada. Em seguida, no dia 29 de maio, tentou unificar os comandos do Exército e da Força Pública, na tentativa desesperada de encampar as forças policiais e controlar militarmente o estado. Porém, ante a forte reação generalizada que a medida provocou, o coronel decidiu revogá-la em 1º de junho.
Com essa nova situação o Movimento Constitucionalista ganhou força, ao obter a partir de então o apoio integral do Governo Estadual e de quase a totalidade das forças policiais no Estado, o que obrigou a novas modificações no plano original do coronel Euclydes Figueiredo, que previa anteriormente a necessidade de tomar vários quartéis na capital paulista. Em 26 de maio, após esses ajustes, o coronel preparou um relatório sobre a situação político-militar de São Paulo, encomendado por João Neves da Fontoura e Borges de Medeiros, afirmando que o movimento havia aumentado substancialmente sua probabilidade de êxito.
Em junho, os entendimentos com as frentes únicas gaúcha e mineira foram intensificados, e também com as autoridades do Mato Grosso, as quais se comprometeram a apoiar o movimento.
Entretanto, concomitantemente, Getúlio Vargas, ciente da conspiração em curso, ganhava tempo e aliciava chefes políticos e militares pelos estados, fazendo as Frentes Únicas acreditarem que ele atenderia as suas demandas. Não obstante, as conspirações contra a ditadura prosseguiram. No dia 28 de junho, o general Augusto Inácio do Espírito Santo Cardoso foi nomeado Ministro da Guerra por Getúlio Vargas. O nome havia sido exigido pela facção tenentista do Exército. Esse ato do Governo Provisório acirrou ainda mais os ânimos, pois representou para os líderes do Movimento Constitucionalista o distanciamento do Chefe do Governo Federal com a bandeira da reconstitucionalização do país, uma vez que com aquela nomeação demonstrou endossar as vontades dos “tenentes”, que eram francamente contra aquela causa. Sinalizou ainda que respaldava os recentes atos de indisciplina e quebra de hierarquia no Exército, promovidos por aquele grupo extremista, de modo que também gerou indignação no meio militar. Isso reforçou a ideia quanto à necessidade do levante armado para os líderes da conspiração.
Em entrevista com o novo ministro, no início de julho de 1932, o coronel Euclydes Figueiredo reafirmou sua posição antagônica ao governo e sua disposição a não servi-lo. A partir de então, passou a viver na clandestinidade.

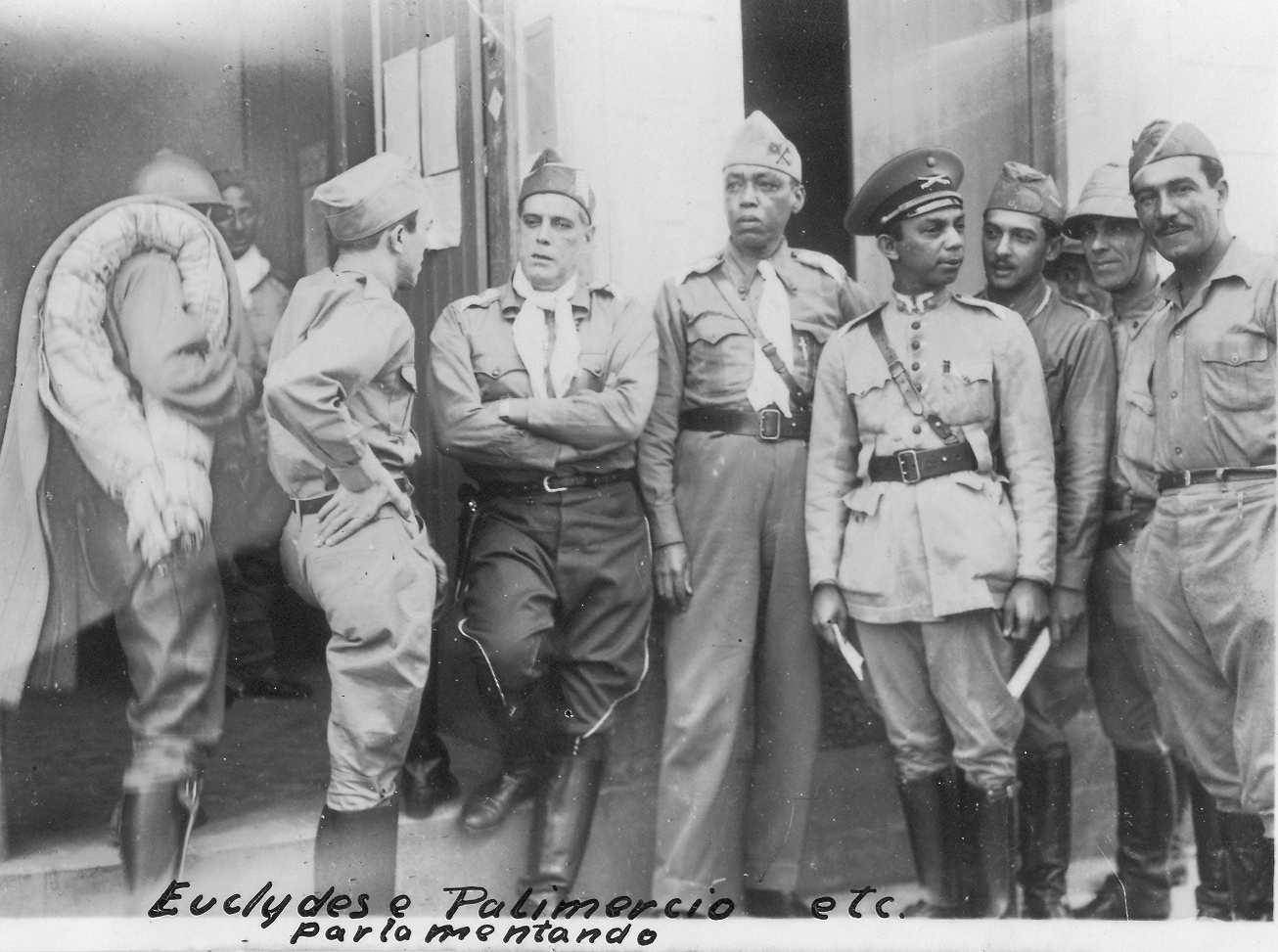
Euclides Figueiredo na Revolução Constitucionalista de 1932. Ao centro: General Euclides Figueiredo, Coronel Palimércio de Rezende e o então Capitão Aristóteles Ribeiro.

Em 1º de julho, indignado com a nomeação do general Augusto Inácio do Espírito Santo Cardoso para Ministro da Guerra, o general Bertoldo Klinger enviou uma carta propositalmente hostil ao novo Ministro. O coronel Euclydes Figueiredo e o coronel Palimércio de Rezende tentaram, sem êxito, demover o general dessa atitude, pois a carta resultaria na sua automática exoneração do comando das tropas do Mato Grosso, o que traria sérias consequências para o plano de levante. A carta chegou ao destinatário no dia 6 de julho e provocou os efeitos esperados: a reforma administrativa do seu autor e exoneração do seu posto, que deixou no dia 8 de julho. As lideranças civis e militares em São Paulo entenderam então que estava consumado um dos casus belli, de modo que caberia a São Paulo a iniciativa do levante, antes do início de uma ação preventiva da ditadura no Estado, pois Vargas estava ciente da conspiração e dos seus planos para a insurreição armada. Chamado às pressas em São Paulo, o coronel Figueiredo viajou pela estrada de rodagem Rio-São Paulo, na madrugada entre os dias 8 e 9 de julho. Antes da viagem, encontrou-se com João Neves da Fontoura, que havia recebido telegrama de Lindolfo Collor que garantiu a participação do Rio Grande do Sul no levante, pois, segundo ele, as últimas dificuldades ainda interpostas pelo interventor gaúcho, o general José Antônio Flores da Cunha, seriam superadas pelo contato deste com Borges de Medeiros. No plano original, os chefes do movimento planejavam deflagrar o levante no dia 14 de julho, pois entendiam que até essa data os gaúchos teriam tempo de superarem as dificuldades para a coesão do Movimento no Rio Grande do Sul. Presumiram também a adesão automática dos apoios prometidos de outros estados, como Minas Gerais. Porém, a deflagração precoce da insurreição armada, e a consequente perda de ligação com os contatos em andamento, comprometeu as adesões.
Em passagem pelo 5º Regimento de Infantaria de Lorena e do 6º Regimento de Infantaria de Caçapava, o coronel Euclides obteve a adesão dos chefes militares, respectivamente, o coronel Ascendino de Ávila Melo e o coronel José Joaquim de Andrade. Já na capital paulista, reuniu-se com as principais lideranças políticas e militares para deliberar sobre a deflagração do levante. Assumiu a chefia das operações e despachou ordens ao longo do dia 9 de julho para iniciar as primeiras medidas.
As primeiras ações militares foram colocadas em prática às 20h30, ainda naquele dia, na capital paulista. Entre outras, a prisão de opositores e suspeitos; a ocupação da Companhia Telefônica, dos Correios e Telégrafos; das rádios Record, Educadora, entre outras; Estações ferroviárias; aeródromo do Campo de Marte; e a conquista de novas adesões ao Movimento Cívico e Militar.
Por volta das 23h00 de 9 de julho, tomou pacificamente a sede do comando da 2ª Região Militar do Exército, então localizada na Chácara do Carvalho, recebendo o comando o então interino, o coronel Castro Pinto. Na sequência, do mesmo modo, tomou o quartel do 4º Regimento de Infantaria de Quitauna, em Osasco. Concomitantemente, a mobilização civil cresceu substancialmente com a difusão das primeiras notícias sobre o início da Revolução. No dia seguinte, Euclydes Figueiredo e o general Isidoro Dias Lopes lançaram nota conjunta na imprensa e nas rádios dirigida ao povo paulista, informando sobre os acontecimentos da noite anterior, ressaltando “a inteira responsabilidade do comando das forças revolucionárias empenhadas na luta pela imediata constitucionalização do país”. Ainda naquele dia, em meio as grandes manifestações populares e num ato de grande simbolismo, o então interventor Pedro Manuel de Toledo renunciou o cargo em que foi nomeado pela ditadura de Getúlio Vargas e foi aclamado pelo povo Governador do Estado de São Paulo.
No dia 12 de julho, quando os revolucionários já possuíam pleno controle sobre o território paulista, o general Klinger chegou à capital paulista e recebeu do coronel Figueiredo o comando da 2ª Região Militar, em cerimônia presidida pelo general Isidoro Dias Lopes, na sede original do Quartel General, na rua Conselheiro Crispiniano nº 9, que então passou a ser sede do Quartel General do Exército Constitucionalista. O general passou a qualidade de Comandante Supremo. Naquele dia, o general Klinger havia sido recebido com ampla celebração de aliados e populares, porém, frustrou os comandantes em São Paulo por não trazer consigo a prometida coluna militar com os preciosos armamentos e munições. Embora aquém das expectativas das lideranças paulistas, nos dias seguintes algumas unidades sul-mato-grossenses seguiriam para São Paulo, como o 11º Regimento de Cavalaria Independente de Ponta Porã e o Regimento de Artilharia Misto de Campo Grande, além de unidades de voluntários daquele Estado.
Depois da solenidade de passagem do comando na capital, o coronel Figueiredo assumiu o comando da 2ª Divisão de Infantaria em Operações (2ª D.I.O.), encarregada de liderar o avanço rumo ao Rio de Janeiro pelo Vale do Paraíba. Na madrugada do dia 13 de julho, Euclydes instalou o seu quartel-general em Lorena e deliberou aguardar os reforços prometidos pelo Rio Grande do Sul e por Minas Gerais. Por meio de João Neves da Fontoura, os gaúchos pediram um prazo de dez dias para mobilizar suas forças, período que o coronel resolveu utilizar no trabalho de consolidação das posições da 2ª D.I.O. no Vale do Paraíba. Para tanto, determinou a ocupação de posições ao largo da fronteira entre São Paulo com os Estados do Rio de Janeiro e Minas Gerais. Entretanto, ao fim desse prazo, os reforços de outros estados não chegaram, com exceção do Mato Grosso.
No Rio Grande do Sul, o general José Antônio Flores da Cunha frustrou os seus aliados ao recuar dos seus apoios prometidos à Revolução Constitucionalista, decidindo permanecer fiel ao Governo Federal e ainda a organizar tropas para combater os rebeldes em São Paulo.
Em Minas Gerais, o 8º Regimento de Artilharia Montada de Pouso Alegre e o 4º Batalhão de Engenharia de Itajubá, que estavam comprometidos com os constitucionalistas, foram encampados rapidamente por comandantes leais ao Governo Federal. Do mesmo modo, o 4º Regimento de Cavalaria Divisionária de Três Corações, comandado pelo então coronel Eurico Gaspar Dutra, após manter-se vários dias indefinido, finalmente decidiu permanecer fiel a Vargas. Além disso, as promessas dos chefes políticos de Minas Gerais quanto a se manterem neutros em caso de guerra, também não foram cumpridas. Isso significou a abertura de mais uma frente de combate para as tropas paulistas que, junto com os sul-mato-grossenses, arcou com o ônus da guerra.
Com o rápido cerco militar foram incapazes de avançarem para além das fronteiras, e passaram a assumir posição defensiva, na expectativa de um ponto de inflexão no curso do conflito, seja com novas alianças, seja com o aumento do seu poder bélico.
Apesar de todos os esforços de guerra, com a conversão de fábricas para a produção bélica, com recursos arrecadados para sustentar os combates e a própria mobilização popular, as dificuldades dos revolucionários foram se acumulando diante do inimigo numeroso e fartamente equipado e financiado pelo Governo Federal.
Na “frente norte”, no Vale do Paraíba, as forças comandadas pelo coronel Euclydes Figueiredo no seu ápice não ultrapassaram dez mil combatentes. Naquela frente de combate o coronel empregou táticas militares baseadas na doutrina alemã, a exemplo da defesa em profundidade, para fazer frente à ofensiva das tropas federais que almejavam avançar rumo a capital paulista. Porém, as tropas paulistas contavam apenas com algumas dezenas de peças de artilharia, insuficiente número de fuzis para a quantidade de combatentes, além de escassas metralhadoras e armas automáticas. Não obstante, conseguiram compensar parcialmente o déficit utilizando as vantagens do terreno e com farta quantidade de granadas de mão, além de algumas dezenas de morteiros (chamadas de “bombardas”) que possuía eficácia próxima à artilharia.
Em contrapartida, os destacamentos federais do Comando do Leste que operavam naquela região, sob o comando do general Pedro Aurélio de Góis Monteiro, somaram ao longo da guerra cerca de setenta mil combatentes, que atuavam revezadamente. Eram apoiados por várias dezenas de peças de artilharia e dezenas de milhares de metralhadoras e armas automáticas. Comparativamente, as tropas paulistas dispunham de uma arma automática para cada grupo de cerca de cinquenta homens, enquanto as tropas do general Góis Monteiro estavam equipadas com uma arma automática para cada três homens.
Com a inviabilidade de sustentar militarmente a Revolução, o general Bertoldo Klinger iniciou medidas para o fim do conflito. A princípio, enviou comunicação a Getúlio Vargas no dia 14 de setembro, propondo o armistício para discutir o fim do conflito. O intermediário foi o Ministro da Marinha, o almirante Protógenes Guimarães, portador também da resposta de Vargas que reafirmou as bases de sua proposta de paz: a rendição incondicional.
Em 27 de setembro, o comandante geral da Força Pública de São Paulo, o coronel Herculano de Carvalho e Silva, promoveu uma reunião reservada com a alta oficialidade de sua corporação, com a presença também do major do Exército Antônio Alexandrino Gaia, que se arrogou representante dos comandos militares do Exército na Revolução. Esses oficiais consideraram que a derrota militar de São Paulo estava configurada e delegaram poderes ao coronel Herculano para desenvolver os entendimentos necessários para a cessação dos combates. O coronel Herculano tentou em seguida a adesão do coronel Euclydes Figueiredo e Palimércio de Resende, para ajudar a persuadir o comandante supremo do Exército Constitucionalista e o Governador de São Paulo, porém, os dois rechaçaram a ideia.
Em 28 de setembro, o general Bertoldo Klinger enviou telegrama a todos os comandos constitucionalistas comunicando sua decisão de pedir o armistício, portanto, indo de encontro com a posição defendida pelo coronel Herculano.
Ciente da decisão do general Klinger, o coronel Euclydes Figueiredo conseguiu uma reunião com o Governador de São Paulo, o Sr. Pedro de Toledo, para convencê-lo a prosseguir a luta e sustar a ação de Klinger e de Herculano. Na reunião, além do Governador, compareceram todos os membros do governo, políticos, militares e ainda representantes do coronel Herculano e do general Klinger, que se recusou a comparecer. No decorrer dos debates, Herculano informou por telefone que não era possível paralisar os entendimentos com as forças governistas. Na sequência, o Quartel-General do Exército Constitucionalista avisou que o general Klinger já tinha redigido o telegrama para solicitar o armistício e aguardaria a assinatura de autorização do Governador Pedro de Toledo até uma 1h00 da madrugada do dia seguinte. Na mesma oportunidade, o coronel Figueiredo também tentou pessoalmente demover o general Klinger de sua decisão. Na tentativa de barrar essas iniciativas, o Secretário de Justiça, Valdemar Ferreira, redigiu a demissão do coronel Herculano do comando do setor de Campinas, nomeando para seu lugar o major Romão Gomes, que para tanto foi promovido a tenente-coronel. Cogitou-se também passar o comando da Força Pública para o tenente-coronel José Teófilo Ramos, que se recusou a assumir, sendo seguido nessa atitude pelo tenente-coronel Romão Gomes, pois ambos concluíram pela inviabilidade de prosseguir a resistência às tropas federais.
Na madrugada do dia 29, o general Klinger enviou rádio ao general Pedro Aurélio Góis Monteiro com o pedido de armistício, sem a assinatura do Governador Pedro de Toledo. O pedido foi aceito e no mesmo dia foram enviados emissários, que voltaram horas depois sem qualquer acordo, o que levou o general a redigir nova proposta a ser apresentada no dia 1º de outubro. Nesse interstício, o coronel Herculano conseguiu do general Klinger autorização para a Força Pública participar das negociações de paz.
Os coronéis Euclydes e Palimércio diante dos acontecimentos deliberaram retornar ao comando de suas tropas no Vale do Paraíba e continuar a resistência. Para tanto realizaram uma reunião com oficiais e civis da 2ª Divisão de Infantaria em Operações (2ª D.I.O.) que, mesmo informados do que se passava, concordaram em prosseguir a luta. Em 30 de setembro, o coronel Herculano despachou ordens às tropas da Força Pública para que deixassem as trincheiras e retornassem à capital, em virtude do início das tratativas para o fim do conflito e também para conter um surto de desordem e violência iniciado no dia anterior naquela cidade. Na ocasião, combatentes governistas até então presos na capital haviam fugido das prisões e imediatamente tentaram tomar as guarnições militares e policiais, além de prédios do governo paulista. Esse princípio de contralevante foi sufocado no dia seguinte pelo coronel Brasílio Taborda, que assumiu em caráter emergencial a Polícia de São Paulo.
Na manhã de 1º de outubro, os emissários do general Klinger e do coronel Herculano seguiram para Cruzeiro para nova tentativa de acordo. Durante toda a madrugada daquele dia a artilharia federal seguiu o bombardeio das posições das tropas de Euclydes, apesar das tratativas em curso. À tarde daquele dia, as tropas remanescentes, compostas por efetivos do Exército e voluntários, vendo-se substancialmente reduzidas na linha de frente, após da retirada geral das tropas da Força Pública ocorrida no dia anterior, iniciaram retirada à revelia do comando do setor, abandonando as trincheiras em desordem, deixando descoberta toda a linha de defesa do Vale do Paraíba. À noite do dia 1º de outubro, os emissários do coronel Herculano concordaram com os termos da paz propostos pelo general Góis Monteiro, após autorização de Getúlio Vargas, e assinaram em separado o acordo para rendição, à revelia do Governador Pedro de Toledo e do Comandante Supremo do Exército Constitucionalista, o general Bertoldo Klinger. A proposta dos emissários do general Klinger sequer foi apreciada, pois foi considerada prejudicada. Os emissários de Herculano retornaram à capital paulista na manhã seguinte, 2 de outubro, onde o acordo foi referendado pela maioria da oficialidade da Força Pública, após convenção militar.
A partir de então o comando da Força Pública de São Paulo passou a se submeter às ordens do Governo Provisório. Ainda em 2 de outubro o coronel Herculano recebeu ordens para depor o Governo do Estado de São Paulo, o senhor Pedro Manuel de Toledo, e assumir interinamente a intervenção militar federal no Estado, acumulando o cargo de comandante geral da Força Pública. A deposição foi consumada na tarde daquele dia, às 15h00, por meio de uma comissão composta pelo coronel Eduardo Lejeune, major Mário Rangel e capitão João Francisco da Cruz, que realizou a comunicação oficial da destituição do cargo e requisitou as prestações de contas de governo. O coronel Herculano também iniciou medidas para desarmar as tropas não regulares que retornavam à capital vindas das frentes de combate e colocou guarnições em estações ferroviárias e nas entradas da capital para impedir a passagem de tropas armadas, para garantir a ordem e a segurança na capital. O general Bertoldo Klinger, diante da deliberação da Força Pública Paulista, deu ordens para a retirada geral das tropas do Exército, que se recolheram aos seus quartéis. O acordo de paz assinado em separado pela Força Pública previa, entre outros termos, o recuo dessas tropas para a capital, a missão de manter a ordem e a segurança na capital, além do reconhecimento da autoridade do Governo de Getúlio Vargas. Em contrapartida, os membros da corporação obtiveram imunidade quanto às responsabilidades pela guerra e mantiveram todas as vantagens e regalias correspondentes aos postos que ocupavam antes do início dos combates.
No dia 6 de outubro, o coronel Herculano entregou o cargo de interventor militar ao general Valdomiro Castilho de Lima, um oficial que havia comandado as tropas governistas na ofensiva do setor sul de combate. O general enquanto esteve no cargo tomou diversas medidas para pacificar e normalizar a situação no Estado de São Paulo, como censura à imprensa e patrulhamento ostensivo da capital por tropas do Exército.
Euclydes Figueiredo ainda tentou organizar uma coluna com dois mil homens com o objetivo de levar a luta ao Mato Grosso, onde as tropas constitucionalistas ainda possuíam o controle da situação. Todavia, os seus emissários constataram a impossibilidade de realizar essa marcha, pois a passagem pela cidade de São Paulo estava bloqueada pela Força Pública e por tropas governistas que já haviam assumido posições em Campinas e Bauru, o que significaria risco de novos confrontos. Diante disso, Euclydes dissolveu a coluna e, junto com seis oficiais, embarcou em um barco de pesca em uma praia em Santos, com destino ao Rio Grande do Sul, onde esperava reagrupar com as forças constitucionalistas ainda em luta. Em 14 de outubro, o coronel foi preso pelo capitão do Exército Proença Gomes em uma parada em Florianópolis, próximo ao Forte dos Naufragados. Em 18 de outubro, chegou ao Rio de Janeiro, então capital federal. Em 1º de novembro foi deportado para o exílio político em Portugal, junto a um grupo de 78 pessoas, entre líderes civis e militares da Revolução Constitucionalista.
Em seu livro, Contribuição para a História da Revolução Constitucionalista, em relação àquele conflito afirmou:
| “ | Tais foram os fatos que eu vi; os fatos em que tomei parte; os fatos que por meu comando se realizaram; os fatos de que participei como chefe e como testemunha; os fatos que me conduziram à luta, à prisão, ao exílio, à perda de amigos, de posições de bens; os fatos que recordo como o melhor dos fatos de minha vida. Se hoje eu pudesse mudá-los, não os alteraria em nada, e os sofreria de novo; e, se pudesse, novamente os provocaria. Porque só com este exemplo, renovado e muitas vezes renovado até o sacrifício final, teria dado ao meu país o que de melhor resta de mim: o amor a seu povo e à liberdade a que ele tem direito. Só por isto vale a pena tê-los vivido. | ” |

Em dezembro de 1932, durante o seu exílio político na cidade de Lisboa, em Portugal, recebeu a incumbência de liderar o Movimento Constitucionalista, por meio de um conselho de oficiais que representariam e deliberariam sobre tudo que se relacionar com ação e participação militar do movimento em apreço.
Em 1933, transferiu-se para Buenos Aires, na Argentina, onde encontrou outro grande grupo de exilados políticos. Lá, junto a dezenas de oficiais que atuaram na Revolução Constitucionalista, como os coronéis Palimércio e Taborda, criou um conselho para dirigir a continuação do Movimento. Contudo, diante das limitações do exílio político, da falta de meios, da expectativa da concessão de anistia e da aprovação da Constituição em 1934, as discussões não prosseguiram.
Em 1933, o coronel integrou a Ação Nacional Constituinte, organização que pretendia assegurar a instalação da Constituinte.
Em 2 de janeiro de 1934 foi anistiado, junto a demais oficiais do Exército Brasileiro. Retornou no início daquele ano ao Brasil. Em 29 de maio daquele ano, durante os trabalhos da Assembleia Constituinte, a Getúlio Vargas decretou anistia para os demais revoltosos de 1932, bem como revertendo a atividade os militares que tomaram parte do levante. De volta ao Brasil, o coronel Euclydes Figueiredo concorreu a uma cadeira de deputado federal na legenda do Partido Republicano Paulista (PRP) nas eleições legislativas realizadas em outubro de 1934. Foi eleito em segundo turno, com expressiva votação. Porém, essa eleição foi cancelada após uma manobra do interventor federal em São Paulo, Armando Salles de Oliveira, que por meio de seu Partido Constitucionalista convocou eleição suplementar para janeiro do ano seguinte. Na nova disputa eleitoral, o coronel não alcançou o quociente eleitoral e perdeu a vaga para um candidato do Partido Constitucionalista, obtendo a primeira suplência. O seu amigo, o coronel Palimércio de Rezende, também foi candidato ao mesmo cargo naquela eleição e passou por idêntica situação.
Euclides Figueiredo, com a sua característica de fidelidade aos seus princípios e companheiros, sempre recordou e exaltou a importância da Revolução Constitucionalista de 1932. Em 9 de julho de 1949 ainda proclamava os mesmos ideais daquele levante, do qual foi alçado à posição de líder: “O que queríamos era apenas a volta ao regime legal, à volta à Constituição. (...) E as Forças Armadas que, em grande parte, nos combateram naquela investida de 1932, chegaram à compreensão daquilo por que nós tanto clamávamos e pedíamos para todo o País: à volta ao regime democrático”, fazendo referência à derrubada do Estado Novo, em 29 de outubro de 1945, entendendo esse evento como desfecho das lutas ocorridas ao longo da década anterior, no combate ao regime autoritário instaurado a partir da Revolução de 1930.
Sobre o desfecho do conflito de 1932, recordou anos mais tarde:
| “ | Falhamos no ponto em que deveríamos conclamar todos os brasileiros, ou a maioria deles. Erro da conspiração, em grande parte devido à presunção de que, sendo a causa tão justa e por ser o grande Estado que se punha em armas, todas as demais unidades da Federação o acompanhariam. Por este erro, o de não termos sabido transformar em ação os anseios, as esperanças, as aspirações vagas do Brasil democrata, todos nós fomos responsáveis. | ” |

Em 1935, fundou em São Paulo a firma Palimércio & Figueiredo, em sociedade com o seu amigo, o coronel Palimércio de Rezende.
Em 1936, mudou-se para o Partido Libertador Carioca, ingressando em junho do ano seguinte na recém-fundada União Democrática Brasileira, que passou a articular nacionalmente a candidatura de Armando de Salles Oliveira para a Presidência da República, nas eleições previstas para janeiro de 1938. No entanto, esse pleito foi cancelado em virtude do golpe de estado consumado em 10 de novembro de 1937, sob a liderança de Getúlio Vargas, que resultou na instalação do regime autoritário denominado de Estado Novo. Nessa ocasião foi novamente preso, mas solto pouco depois. Com o novo regime houve a extinção de todos os partidos políticos, o fechamento de todas as casas legislativas do país, perseguição aos opositores do regime, censura à imprensa, entre outras medidas de cunho autoritário. Visto como opositor político ao regime, o coronel passou a ser vigiado pelos órgãos de segurança de governo.
Em 1938, o coronel Euclides Figueiredo, opositor ao Estado Novo e ao próprio Getúlio Vargas, alegadamente teria aderido às conspirações contra esse regime, ao lado de Otávio Mangabeira, Júlio de Mesquita Filho e os generais João Cândido Pereira de Castro Júnior, João Guedes da Fontoura e Brasílio Taborda. Também teria entrado em entendimentos com um grupo de integralistas dissidentes daquele regime. Segundo essas alegações, os conspiradores planejavam um contragolpe, prevendo um assalto armado ao Palácio Guanabara, no Rio de Janeiro, para prender o Chefe de Governo e com isso desencadear diversas ações para derrubar o Estado Novo. Nas acusações feitas pelos promotores no Tribunal de Segurança Nacional (TSN), um Tribunal de Exceção criado por Getúlio Vargas, o coronel teria participado de diversas reuniões e recebido a incumbência de dirigir militarmente o movimento armado. Mesmo após a sua prisão, ocorrida em 9 de março de 1938, o coronel ainda teria prosseguido na conspiração, por meio de comunicações clandestinas com o grupo rebelde.

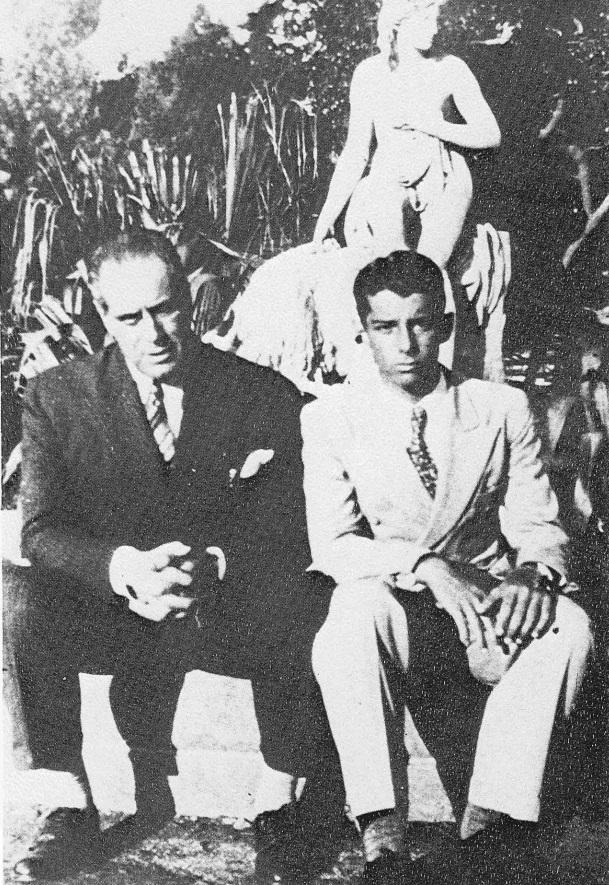
Euclides Figueiredo e o seu filho, o então jovem João Baptista de Oliveira Figueiredo nos anos 1930.

Contudo, essas acusações foram formalmente rechaçadas pela defesa do coronel perante o Tribunal de Exceção. Não obstante, em setembro de 1938, foi condenado e ainda responsabilizado pela tentativa de assalto ao Palácio da Guanabara, ocorrido em 11 de maio daquele ano. O assalto foi frustrado por conta da prévia descoberta do plano. Nos materiais apreendidos, que estariam em posse dos conspiradores presos pela Polícia Especial, foram encontradas supostas anotações do coronel Euclydes. Esses materiais foram utilizados como provas para sua condenação no TSN. O coronel recebeu a pena de quatro anos de prisão, após ser defendido pelo seu próprio filho, Guilherme Figueiredo (então um jovem e inexperiente advogado), que foi auxiliado por outro advogado. A defesa do coronel, além de negar todas as acusações, demonstrou que o nome dele foi utilizado à sua revelia como truque para arregimentar apoios à conspiração. O coronel Euclydes Figueiredo cumpriu a pena inicialmente na Casa de Correção do Rio de Janeiro e, mais tarde, enviado à Fortaleza de Santa Cruz. Sua patente de coronel foi cassada e, para efeitos administrativos, passou a ser considerado “morto” para o Exército Brasileiro. Os seus filhos Diogo e Euclydes passaram a condição de “alunos-órfãos” no Colégio Militar e sua esposa Valentina passou a constrangedora condição de “viúva de militar”, recebendo a pensão respectiva.
Enquanto esteve na prisão, em plena Segunda Guerra Mundial (1939-1945), escreveu para a imprensa carioca semanalmente, por cerca de dois anos e de forma secreta, sob o pseudônimo “De um observador militar” e também o “Morto”, fazendo esclarecimentos e considerações específicas sobre o conflito então em curso. Os artigos eram manuscritos pelo coronel e seu filho Guilherme Figueiredo os escondia no sapato para entregar à imprensa.
Nesses artigos, fez considerações sobre diversos aspectos militares, geográficos, políticos e geopolíticos, entre outras, criticou os exorbitantes gastos dos franceses com as fortificações da “Linha Maginot” que considerou defasadas no contexto da ascensão do conceito de guerra móvel; apontou as dificuldades da guerra no mediterrâneo para os alemães; e previu acertadamente a recuperação da hegemonia militar das Forças Britânicas no conflito, destacando a liderança política de Winston Churchill na resistência aos alemães. As publicações tiveram boa repercussão entre os leitores, o que motivou o jornalista Assis Chateaubriand a tentar envia-lo à Europa como correspondente de guerra, por ocasião de sua soltura condicional em 1942, porém, o pedido de autorização para a viagem foi sumariamente negado pelo comando do Exército. Segundo Guilherme Figueiredo, o coronel fazia essas análises em muito graças as suas experiências na Europa e pelo acompanhamento assíduo das notícias pelo rádio e pela imprensa escrita. Anos mais tarde, esses artigos foram reunidos e publicados em livro pelo seu filho, sob o título: De um observador militar.
Em 1942, no momento de sua soltura, recusou-se a assinar uma petição de livramento condicional que, mesmo assim, foi deferida pelas autoridades. Segundo Guilherme Figueiredo, na ocasião o oficial da prisão havia apresentado o termo do livramento condicional, que determinava que o preso se comprometeria a não mais praticar atos delituosos, no que teria dito: “Agora, coronel, o senhor assina”. E o Euclydes Figueiredo respondeu de pronto: “Não assino; não assino. Se meu crime fosse um crime comum, eu me comprometeria a não fazer mais. Mas meu crime é político, e eu não vou-me comprometer a não mais conspirar. Toda vez que eu tiver que conspirar, eu conspiro.”.
No início de 1944, durante a campanha de recrutamento para a formação da Força Expedicionária Brasileira (FEB), Euclides Figueiredo apresentou-se como voluntário no Ministério da Guerra (por mera “molecagem”, segundo o seu filho), o que gerou um grande constrangimento para o então Ministro da Guerra, o general Eurico Gaspar Dutra. Porém, por causa desse ato, o coronel ficou oficialmente à disposição do Ministério da Guerra. Com isso, dois anos mais tarde já no período democrático, Euclides Figueiredo foi revertido ao serviço ativo e atingiu o generalato do Exército Brasileiro, em cumprimento a lei então vigente. Conforme recordou Guilherme Figueiredo:
| “ | (...)Ele foi lá e entrou na fila. O voluntariado era para gente de vinte e poucos anos e meu pai já tinha uns 55! Chegou lá, declarou quem era (não disse que era coronel), deu o nome e disse: “Quero ir para a guerra”. O capitão reconheceu-o, falou com o coronel, e o negócio foi bater no Dutra. Dutra, ministro da Guerra, mandou um coronel buscar papai e aí os dois se encontraram, depois de muitos anos. O Dutra disse: “Você está me criando um embaraço apresentando-se aí, agora. Veja só!” Meu pai retrucou: “Tenho o direito. Eu sou um cidadão (cidadão ele não era, porque tinha perdido a cidadania), sou brasileiro e tenho o direito de me apresentar. Voluntariado é isto. Sou voluntário e faço questão de ser visto como um voluntário. Se eu não for para guerra é porque vocês não querem. Eu quero ir. É isso que é o voluntário”. Ele fez isso mais como um gesto de hostilidade. Sabem em que resultou isso? Resultou que, em 1945, quando meu pai se apresentou candidato da UDN à Assembleia Constituinte, ele foi eleito. E era um deputado considerado morto, pois era civilmente morto. Então, no Ministério da Guerra tiveram que dar um jeito, inventar uma lei pela qual ele revertia ao serviço e era reformado para poder exercer direitos civis. Senão minha mãe continuaria recebendo pensão e meus irmãos, que já eram tenentes, continuariam sendo órfãos; uma coisa idiota. Um deles era tenente. Então, houve essa lei e meu pai ficou coronel reformado e deputado. Passaram-se uns dois ou três anos, um advogado procurou-o e disse: “Eu estou encarregado por uma porção de militares de ver a situação daqueles que foram prejudicados por essas diversas reformas e condenações. Tem gente que pode voltar para o Exército, tem gente que tem direito a promoção, tem gente que tem direito a receber atrasados. E eu descobri no Boletim do Exército que o senhor se apresentou. Está lá seu nome, no meio de uma porção de voluntários. Logo que o senhor se apresentou, ficou à disposição do Ministério da Guerra para prestar serviço de guerra e, como o senhor é coronel, pela Lei da Reforma, tem direito a duas promoções”. E por isso ele foi sair general, porque fez essa besteira. É um negócio engraçado! (...) | ” |

Com a reorganização política, ocorrida no início de 1945, Euclydes Figueiredo ajudou a fundar a União Democrática Nacional (UDN), um partido sobretudo de oposição ao varguismo, tendo sido ele presidente da seção no Distrito Federal. Após a deposição do ditador Getúlio Vargas, em 29 de outubro de 1945, o Euclydes concorreu em 2 dezembro a deputado na Assembleia Nacional Constituinte, tornando-se o segundo mais votado do seu partido no Distrito Federal, com 11.846 votos.
Na Constituinte, que se reuniu pela primeira vez em 5 de fevereiro de 1946, apresentou dois importantes projetos de lei: o que propôs a extinção da Polícia Especial, órgão remanescente do Estado Novo; e o que encaminhou a Lei de Direitos Autorais, elaborada pela Associação Brasileira de Escritores. Na sessão do dia 15 de março de 1946, Euclydes apresentou um requerimento de urgência para a votação de uma indicação de sua autoria, solicitando que a Constituinte sugerisse ao Poder Executivo a supressão dos artigos segundo e terceiro do decreto de anistia promulgado em 1945 por Getúlio Vargas, de modo que os cidadãos beneficiados fossem imediatamente reintegrados nas suas antigas posições. Essa proposta foi neutralizada por outra, elaborada por José Eduardo Prado Kelly e Otávio Mangabeira, também udenistas, que pedia informações ao governo sobre as providências que haviam sido tomadas “para a efetivação da anistia concedida pelo Decreto-Lei nº 7.474”.
Em 11 de abril de 1946, o coronel voltou ao serviço ativo do Exército com o posto de general-de-brigada e, na mesma data, passou para a reserva com o postp de general-de-divisão. Em 4 de junho do mesmo ano, votou a favor da moção apresentada por Otávio Mangabeira, elogiando as Forças Armadas pelo seu papel na deposição de Getúlio Vargas e por trazer a redemocratização ao país.
Em setembro de 1946, com a promulgação da Constituição Federal, a Constituinte foi convertida em Congresso ordinário. Ao longo da legislatura liderou atividades parlamentares de reforma na legislação para a superação do antigo regime, além de buscar a reparação em favor de suas vítimas. Em 1948 proferiu na Câmara dos Deputados um discurso de saudação ao ex-Presidente da República Washington Luís, derrubado pelo golpe de estado da Revolução de 1930. Na ocasião, retornava ao Brasil depois de 17 anos de exílio político.
Ainda naquela legislatura liderou a proposta de criação da Comissão de Investigação Parlamentar para apurar os crimes da Era Vargas, desde 1934, com principal atenção ao período do Estado Novo. Desejava criar uma investigação e julgamento aos moldes do Tribunal de Nuremberg, sem esquecer as prestações de contas. Não obstante, o projeto foi sabotado e frustrado naquela Casa Parlamentar, em grande parte graças à atuação política dos antigos membros e cúmplices do antigo regime totalitário, que haviam sido eleitos deputados, senadores ou chefes de governo, como foi o caso de Filinto Muller e o próprio Getúlio Vargas.
Contudo, ao longo do seu mandato, fez questão de denunciar e exigir a apuração dos crimes do Estado Novo, em diversos discursos na tribuna da Câmara. Entre eles, a execução a sangue frio pela Polícia Especial de 7 revoltosos, após sua prisão no Palácio da Guanabara, durante tentativa de invasão em 11 de maio de 1938; as torturas e maus tratos praticados pelo então Chefe de Polícia Filinto Muller nos presos políticos do regime; e as ligações do Estado Novo com o III Reich da Alemanha.
Na Câmara dos Deputados, ainda atuou na qualidade de presidente da Comissão de Forças Armadas e vice-presidente da Comissão de Segurança Nacional, onde exerceu grande influencia na aprovação de diversos projetos de lei relativos às Forças Armadas. Segundo Guilherme Figueiredo, sobre o período em que o coronel foi deputado:
| “ | (...) Foi um bom deputado sob certos aspectos e teve uma briga com Getúlio. Ele estava fazendo um discurso contra o Getúlio. Getúlio, que não ia à Constituinte, nunca apareceu lá, quando soube que tinham feito um discurso contra ele, apareceu acompanhado do Gregório. Meu pai estava na sala do café e, quando soube que Getúlio estava na tribuna, partiu para botar Getúlio de lá para fora. Tiraram Getúlio correndo. Eu estava sentado na tribuna da imprensa (eu era jornalista), e foi um escândalo. | ” |

Nas eleições gerais de 3 de outubro de 1950, candidatou-se a uma vaga no Senado Federal, representando o Distrito Federal, pela legenda da UDN. Porém, não conseguiu ser eleito.
Na década de 1950, após o mandato de parlamentar da Câmara dos Deputados, atuou em diversas entidades. Esteve engajado nos trabalhos da Cruz Vermelha no Brasil, fazendo parte do conselho diretor, na qualidade de vice-presidente; e atuou ainda como presidente da Rádio Guanabara, vice-presidente do conselho deliberativo do America Football Club (Rio de Janeiro), membro fundador da Assistência Beneficente do Clube Militar e da Associação Beneficente dos Ex-Alunos do Colégio Militar.
Em julho de 1954, o general publicou o livro Contribuição para a história da Revolução Constitucionalista de 1932, obra em que narrou suas experiências no conflito. Em 1977, a obra foi reeditada por Guilherme Figueiredo e teve sua parte militar reexaminada pelo general do Exército João Batista Figueiredo, responsável pela elaboração dos esquemas ilustrativos.
Por ocasião do lançamento, em artigo na revista O Mundo Ilustrado, em 14 de julho de 1954, afirmou sobre o legado da Revolução de 1930 e da Era Vargas que tanto combateu:
| “ | (...)Quinze anos de ditadura, com uma ligeira interrupção que nem bastou para tranquilizar espíritos; desmandos de tôda espécie, a permanente propaganda de desmoralização do poder legislativo popular, a violação da independência do poder judiciário, a destruição das liberdades individuais, o estelionato, o peculato, o furto da coisa pública erigidos em norma de vida, são ainda hoje lembrados pelas consequências que deixaram. E, maior crime de todos, a destruição do sentimento democrático de tôda uma geração que, após 1930, aprendeu desde os bancos escolares a vitória sem o mérito e sem a emulação, a conquista de títulos sem estudo, a de cargo sem encargos, a de gozo sem deveres. A volta ao regime constitucional, por um lustro inteiro de prática, não assegurou o restabelecimento da vida normal do país, não restabeleceu a certeza do respeito aos direitos do cidadão, sempre ameaçado pelo fantasma de um novo golpe. (...) Ainda há falta de confiança. E serão precisos mais alguns decênios de prática sincera do regime constitucional, para que o povo brasileiro recupere a plena consciência dos seus direitos e aprenda, tateando nas ultimas sombras da ditadura, entre erros, incertezas e decepções, a discernir os que o levam à ruína ou à liberdade. O exercício do voto livre para a escolha dos seus mandatários, por muitas vozes repetido, apontando defeitos das leis e corrigindo vícios reconhecidos na prática, só ele será capaz de formar cidadãos capacitados das suas responsabilidades e crentes na sua força para a gestão dos negócios públicos. (...) E não era preciso uma revolução para se chegar a reconhecer isso. (...) Hoje é fácil, vinte e três anos depois, escrever todo um ensaio sobre os erros, os crimes, as indecisões, as dissimulações e as desgraças resultantes de 1930. Naquela época, porém, ante o entusiasmo revolucionário de um lado, e a derrota melancólica da legalidade, de outro, seria preciso muita fé de espírito, muita convicção íntima, muita coragem de desfazer-se de posições, para se dizer: "A democracia morreu hoje" e sair-se a lutar por ela. | ” |

Após as Eleições Gerais de 3 de outubro de 1954, retirou-se da vida pública depois de concorrer, sem êxito, a uma cadeira de deputado federal pela legenda da Aliança Popular, coligada à UDN, obtendo a suplência da bancada de seu partido.
No início de 1955, assumiu o cargo de diretor da Cia Municipal de Transporte Coletivo (CMTC) de São Paulo. Meses depois, solicitou exoneração e denunciou ilegalidades por conta do desvio de rendas por meio da venda de materiais inservíveis da Cia. Após inquérito administrativo, um diretor de compras e seu assistente foram considerados culpados pelas irregularidades. Nesse período também foi diretor-secretário da Indústria Química e Farmacêutica Schering S.A. e ainda coproprietário de uma fazenda no município de Avaré, em São Paulo.
Segundo o professor e cientista político Vamireh Chacon, Euclides Figueiredo era um legalista da legitimidade e possuía a convicção de que nada justificava a quebra da evolução democrática, e, nesse sentido, era um liberal moderado clássico na linha do Marechal Osório e de Rui Barbosa.
Faleceu no dia 20 de dezembro de 1963, na cidade de Campinas. Foi sepultado no Cemitério São Francisco Xavier, na cidade do Rio de Janeiro.
Era casado desde 1913 com Valentina Bastos da Silva, filha do notório médico sanitarista Guilherme Alves da Silva que teve destacada atuação no combate à febre amarela na cidade de Campinas. Com sua esposa teve seis filhos: Maria Luiza, Guilherme, João Baptista, Euclydes Filho, Luiz Felipe e Diogo. Três dos seus filhos seguiram a carreira militar e, a exemplo do pai, também atingiram o generalato: o general João Batista de Oliveira Figueiredo, ex-Presidente da República entre 1979 e 1985; o general Euclydes de Oliveira Figueiredo Filho, que comandou a 1ª Divisão de Exército; o general Diogo de Oliveira Figueiredo, que foi comandante da Escola de Comando e Estado-Maior do Exército.

## Homenagens
Pelo país há inúmeros logradouros e instituições públicas nomeados em memória ao General Figueiredo. Entre eles está a EMEF General Euclydes de Oliveira Figueiredo da cidade de São Paulo. Também há outra EMEF General Euclydes de Oliveira Figueiredo na cidade do Rio de Janeiro. Ainda em São Paulo, há a rodovia SP-563 Euclides de Oliveira Figueiredo e, em Cubatão, há a Praça General Euclides de Oliveira Figueiredo também em sua memória. Existe ainda entre os logradouros com esse nome, a Avenida Euclydes Figueiredo em Aracaju, um dos mais importantes eixos viários da capital sergipana. Em Tatuí, interior de São Paulo uma rua no bairro jardim São Paulo, em homenagem aos lideres da Revolução Constitucionalista, leva seu nome.

## Publicações
- Figueiredo, Euclydes de Oliveira (1983). De um Observador Militar. Rio de Janeiro: Câmara dos Deputados
- Figueiredo, Euclydes de Oliveira (1954). Contribuição para a História da Revolução Constitucionalista de 1932. São Paulo: Martins
- Figueiredo, Euclydes de Oliveira;  et al. (1933). Nós e a Dictadura: a jornada revolucionária de 1932. Rio de Janeiro: scp